# Cobra Matata
Pour les articles homonymes, voir Matata.
Cobra Matata, de son vrai nom Banaloki Matata, aussi connu comme Justin Banaloki, est le chef de groupe armé congolais Force de résistance patriotique de l'Ituri (FRPI) basé en Ituri, Province Orientale, territoire d'Irumu à l'extrême nord est de la République du Congo.
Ancien membre de l'armée du Congo, il avait déserté pour rejoindre la FRPI. Il s'est rendu aux autorités congolaises le 21 novembre 2014,. En janvier 2015, il est arrêté et transféré à la capitale pour être jugé, étant accusé d'avoir voulu rejoindre sa milice armée,.